# Jules Louis Lewal

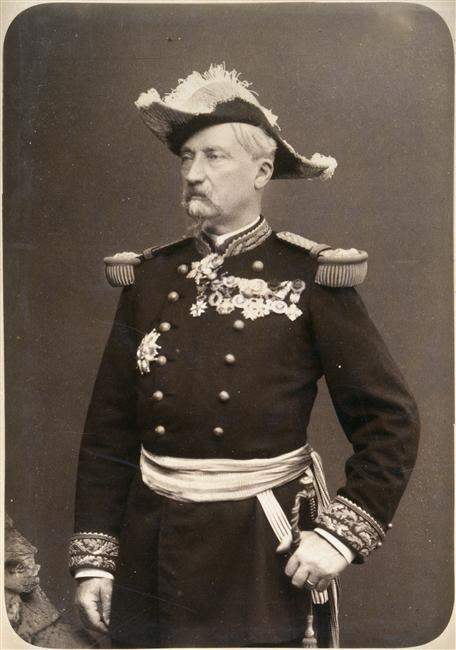
Jules Louis Lewal

Jules Louis Lewal (* 13. Dezember 1823 in Paris; † 22. Januar 1908 in Senlis) war ein französischer Général de division und Militärschriftsteller.

## Leben
Lewal trat 1846 in die Armee ein, wurde 1848 Capitaine und zog mit in den Krimkrieg. Er nahm dann an den Kämpfen in Italien 1859 als Chef d’escadron, in Mexiko seit 1862 als Lieutenant-colonel im Generalstab mit Auszeichnung teil, wurde 1866 von Adolphe Niel mit der Reorganisation des Generalstabs nach preußischen Muster beauftragt und war 1870 zu Beginn des Deutsch-Französischen Krieges Colonel im Generalstab der Rheinarmee. Nach der Kapitulation von Metz geriet er in deutsche Kriegsgefangenschaft.
1871 nahm Lewal als Stabschef einer Division am Kampf gegen die Pariser Kommune teil. 1874 wurde er zum Général de brigade befördert und von 1877 bis 1880 hatte er die oberste Leitung der Kriegsakademie inne. 1880 wurde er zum Général de division befördert und erhielt er das Kommando über die 33. Division in Montauban, bevor er 1883 Commandant en chef des XVII. Armeekorps bei Toulouse wurde.
Anstelle Campenons wurde Lewal am 4. Januar 1885 zum Kriegsminister ernannt, um eine energische Kriegsführung gegen China herbeizuführen, doch trat er bereits am 6. April 1885 mit dem ganzen Kabinett Ferry zurück. Anschließend übernahm er das Kommando des X. Armeekorps in Rennes. Seit dem Februar 1887 führte er das II. Armeekorps in Amiens. Im März 1888 wurde er zum Generalinspekteur einer der neuerrichteten Armeeinspektionen erwählt.
Lewal war Träger des Großkreuzes der Ehrenlegion. Er nahm am 1. Februar 1889 seinen Abschied und starb 1908.

## Werke
- La réforme de l’armée. Paris 1871
- Études de guerre. Paris 1872
- Studens (Pseudonym): Lettres à l'armée sur sa réorganisation. 2 Bde., 1872–73
- Tactique de mobilisation: tactique de combat. Paris 1875
- Tactique de marche. Paris 1877
- Tactique de stationnement. Paris 1879
- Tactique des renseignements. 2 Bde., Paris 1881–83
- Stratégie de marche. 1893
- Stratégie de combat, 2 Bde., 1895–96
- Le danger des milices, 1898